# Johann Otto von Gemmingen

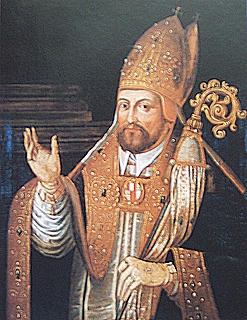
Johann Otto von Gemmingen, Fürstbischof zu Augsburg

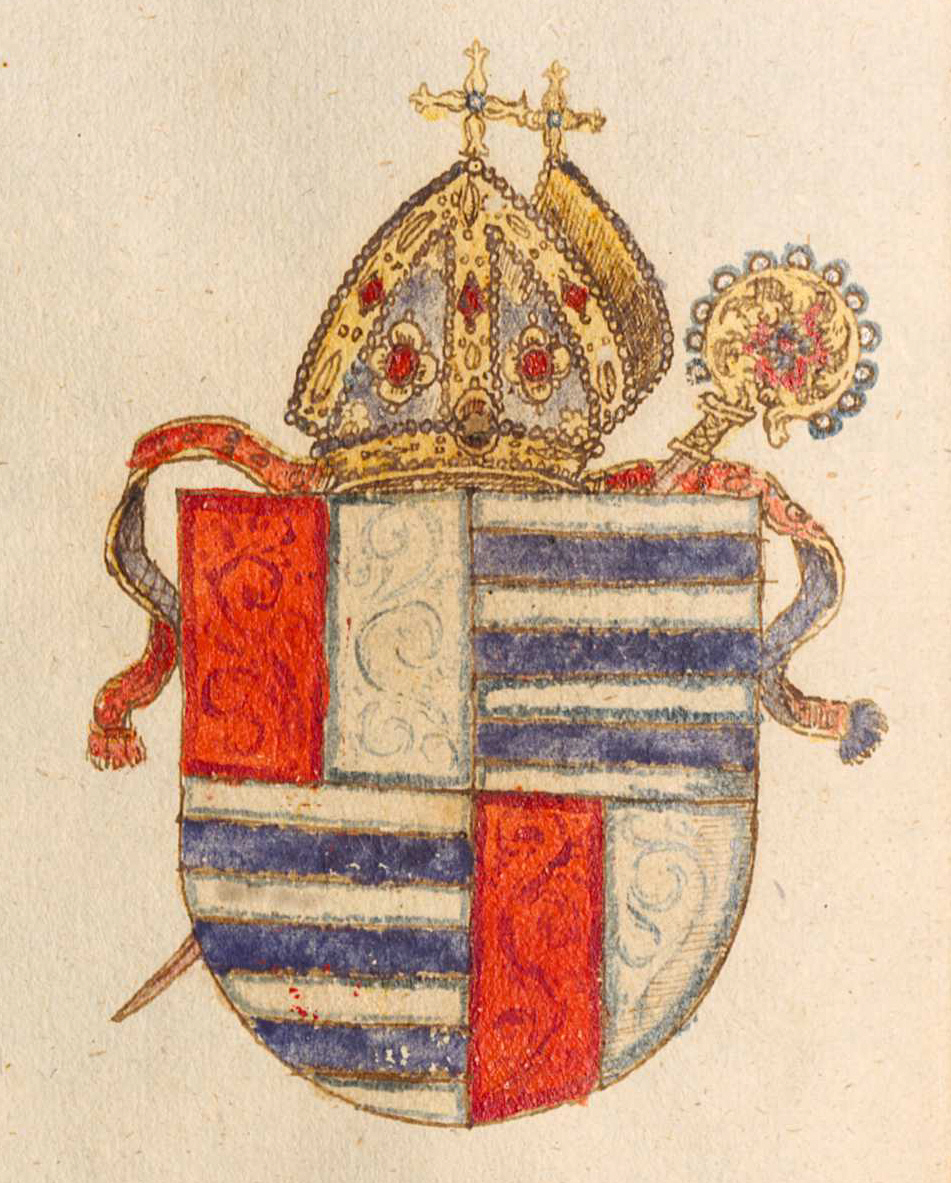
Wappen des Bischofs Johann Otto von Gemmingen

Johann Otto von Gemmingen (* 23. Oktober 1545 in Mühlhausen a. d. Würm; † 6. Oktober 1598 in Dillingen an der Donau) entstammt der Linie Steinegg des schwäbischen Adelsgeschlechts der Herren von Gemmingen. Er war Fürstbischof in Augsburg.

## Leben
Johann Otto wurde als viertes von 13 Kindern des Hans Dietrich von Gemmingen und seiner Frau Magdalena, geborene Mundbrod (Muntpratt) von Spiegelberg, geboren. Wahrscheinlich verbrachte er einige Jahre seiner Kindheit in Weinfelden, welches sein Vater 1551 von den Mundpratt erworben hatte und 1555 an die Fugger verkaufte. Seine Studienzeit verbrachte er wohl in Italien und ab 1565 an der Universität Ingolstadt. 1565 erhielt er in Augsburg, 1568 in Eichstätt ein Domkanonikat. 1580 stieg er in Augsburg zum Domdekan auf und wurde ein Jahr später zum Priester geweiht. 1590 wählte ihn das Eichstätter Domkapitel zum Bischof von Eichstätt, doch Johann Otto lehnte ab, da er in Augsburg bleiben wollte.
1591 wurde er Fürstbischof in Augsburg (Wahl am 21. März, Weihe am 25. August in Dillingen an der Donau). In seiner Amtszeit bemühte er sich unablässig, die römisch-katholische Religion in seinem Machtbereich zu festigen und erließ hierzu zahlreiche neue Verordnungen. Er führte den Katechismus von Canisius in den Schulen seines Machtbereiches ein. Auch rief er die Jesuiten in sein Fürstbistum und führte eine neue Strafordnung ein, worin den Geistlichen besonders das Katechisiren empfohlen wurde. Viele wohltätige Stiftungen wurden von ihm ins Leben gerufen und finanziert.  
Auch wurde unter seiner Herrschaft mit erheblichen Aufwand die Domkirche verschönert und um die Jakobiskapelle vergrößert. Die Familienchronik berichtet, dass er versuchte, seine Neffen zu treuen Dienern der Kirche und tüchtigen Kämpfern gegen den Erbfeind zu erziehen. Insbesondere bei seinem Neffen, dem späteren Fürstbischof von Eichstätt Johann Konrad von Gemmingen, nahm er Einfluss auf die Erziehung und förderte ihn maßgeblich. 1598 verstarb er in Augsburg und wurde in der Jakobiskapelle beigesetzt. Sein hinterlassenes Vermögen bestimmte er für Schulen, Spitäler und Kirchen.